# Станы (Смоленская область)
Станы — деревня в Вяземском районе Смоленской области России. Входит в состав Шуйского сельского поселения. Население — 2 жителя (2007 год). 
Расположена в восточной части области в 26 км к северо-востоку от Вязьмы, в 11 км восточнее автодороги Р134 «Старая Смоленская дорога» Смоленск — Дорогобуж — Вязьма — Зубцов, на берегу реки Чижовка. В 9 км западнее деревни расположена железнодорожная станция Александрино на линии Вязьма — Ржев. 

## История
В годы Великой Отечественной войны деревня была оккупирована гитлеровскими войсками в октябре 1941 года, освобождена в марте 1943 года.